# Alejandro Lozano Morales
Alejandro Lozano Morales també conegut com a Alexandre Lozano (La Toba, Guadalajara), 17 de març de 1939 - Barcelona, 30 de març de 2003), va ser un artista, pintor i muralista espanyol.

## Biografia
Alejandro Lozano estudià humanitats al Seminari Seràfic de El Pardo (Madrid) de 1951 al 1957. El 13 de març de 1965, rebé l'ordenació sacerdotal. Els anys 1965-1969 cursà estudis al Conservatori Municipal d'Arts Massana (Barcelona), on obtingué la titulació de Graduat en Arts Aplicades, amb especialitat en pintura, procediments murals i revestiments. Com a frare caputxí, vivia al convent dels caputxins de Pompeia.
Els mesos de juliol i agost de l'any 1966, assisteix a Itàlia al curs ‘Corsi estivi di Pintura en la Scola di Belli Arti Prieto Vanucci', a Perusa (Itàlia). El mateix any ingressa a l'Escola Superior de Belles Arts Sant Jordi (Barcelona).
El 1968, novament assisteix al cursos d'estiu a Itàlia, ‘Corso de alta cultura', Università Italiana per stranieri, a la ciutat de Perusa. Exposició ‘Mostra in Centro Internazionale' (Crocevia).
Els anys 1970-1972 acaba "La Bona Nova", mural en mosaic (10x2 m) per als retaules de la capella de la Ciutat Residencial d'E. i D. de Marbella, Màlaga. La superfície del mural és corbada, adaptant-se a la paret en un gest envoltant. La longitud de l'obra fa una descripció panoràmica de l'espera de les figures.
De 1972 a 1974 realitza l'obra de gran format "El Calvari" (9x5m2). Es tracta d'un retaule en mosaic per a l'altar major de la Catedral de Tucupita (Delta Amacuro, Veneçuela). Simultàniament, realitza els reatules en mosaic "Sant Francesc i el germà sol" (15 m²), per a la nau lateral dreta de la mateixa catedral, capella del Santíssim, i "Divina Pastora" (15m²), per a la nau lateral esquerra, Capella del Baptisteri.
De 1973 a 1974 completa el curs de professorat de dibuix a l'Escola Superior de Belles Arts. Obté la titulació de Professor de Dibuix, que li servirà per a exercir la seva faceta docent, ja iniciada de fa temps.
De 1975 a 1978 realitza els murals "L'Anunciació", "Catequesi", "Baptisme a la missió", "Crist i la Samaritana" (3x2 m2) i "El Baptisme de Crist" per a la façana de la Catedral de Tucupita. "Santa Cecilia", "Sant Francesc consolat per un àngel", "Sant Pius X" i "Santo Toribio de Mogrovejo", són els medallons en mosaic per al cor i la nau central de la catedral.
El mes de maig de 1975 rep la dispensa papal dels vots de sacerdot i es casa amb Francesca Tormo a Esparreguera.
De novembre a octubre de 1978, fa el seu segon viatge a Veneçuela, i realitza el muntatge dels murals de la façana, cor i nau central de la Catedral de Tucupita.
El juliol de 1981, obté la titulació de Llicenciat en Belles Arts.
El dia 26 de setembre de 1982 s'inaugura la Catedral de Tucupita amb l'assistència del Nuncio, nombrosos Bisbes i el president de la República Veneçolana.
Posteriorment, continuà amb la seva obra mural i pictòrica, tanmateix compaginant l'activitat artística amb la tasca docent del dibuix tècnic i la pintura a la ciutat de Barcelona, de la que havia quedat encisat.
«La labor de muralista d'Alexandre Lozano passa forçosament pel dibuix i la pintura. Abans de començar el mural, el dibuixa, el pinta, i contempla el seu resultat final pendent de realització. Lozano és muralista, però també pintor. I així en les seves exposicions és freqüent veure-hi olis, a cops els estudis previs que ha realitzat abans del mural, però també sovint de tema divers, dispar, responent a la seva necessitat d'expressar-se, potser com a període creador de descans entre la realització de murals. Amb soltura expressiva, més lliure en la forma i la concepció, emprant games austeres amb el contrast de les taques descriptives del color, Lozano ens ofereix una obra pictòrica intensa i bella» (Pedro Mollar, redactor de Galart).

## Obra
- 1972-1982 Retaules en mosaic per als interiors i la façana de la Catedral de Tucupita (Delta Amacuro, Veneçuela).
- 1974. "Arribada de Colom davant els reis Catòlics". Mural en mosaic.
- 1975. Mural "C. Colom a la porta de la Pau".
- 1984. "I al fons la Catedral", oli sobre tela per a la sèrie "Barcelona Monumental". "Cava i tres taronges", mosaic de Grècia.
- 1985. "I al fons, monument a Colom", mosaic per a la sèrie "Barcelona Monumental".
- 1987. Retaule en mosaic (5,25x4,25 m²) per a l'església de Bellamar dedicada a Santa Eulàlia (Castelldefels, Barcelona).
- 1988-89. "Sant Joan Bosco i Maria Auxiliadora", mural en mosaic per a la façana de l'Església de la Congregació salesiana, Osca.
- 1991. "Els quatre evangelistes", quatre medallons (1m diàmetre) per a les petxines de la cúpula de l'església de Tivenys, Tarragona.

## Catedral de Tucupita
Tucupita és una ciutat de Veneçuela, capital del territori federal Delta Amacuro, situada a la desembocadura del gran riu Orinoco. Allí, el 8 de novembre de 1957, es col·locà la primera pedra d'una esplèndida catedral d'estil neoclàssic sobri. Té una superfície de 1.568 m² de construcció. La façana principal o frontis té una amplada de 28m i 31m d'alçada. La llargada total de la catedral és de 60,5m. La cúpula, amb un diàmetre de 15m, arriba a una alçada de 35m.
El Monsenyor Argimiro García afegí a la seva bella arquitectura la feliç idea d'incloure una bella col·lecció de mosaics amb figures i escenes religioses.

## Els mosaics
Els colors vius són característics dels mosaics d'Alexandre Lozano, així com el fet que emprava habitualment tessel·les de múltiples materials: pedra natural, marbre, ceràmica, gres, vidre i mirall entre d'altres. Com a toc final, a voltes feia un petit repàs de pintura a l'oli a la juntura de les tessel·les per tal d'unificar zones i realçar les figures.
També les seves composicions són molt característiques, dotades de línies de ritmes que condueixen la mirada i fragmenten l'obra alhora que la sintetitzen.

## Exposicions
- 1965, desembre. Exposició col·lectiva a la Sala d'Art Canuda (Barcelona).
- 1968 Exposició "Mostra in Centro Internazionale" (Crocevia, Itàlia).
- 1974. Exposició Galeria Prócer (Barcelona). Muntatge dels tres retaules de la Catedral de Tucupita "El Calvari", "Sant Francesc i el germà sol" i "Divina Pastora".
- 1983. Exposició de mosaics a la Sala Turó de la Peira.
- 1990, novembre. Exposició d'olis i mosaics a la Sala Pau Claris, Barcelona.
- 2000, Exposició a la sala Fort Pienc, Barcelona.